# 片上駅
片上駅（かたかみえき）は、かつて岡山県備前市西片上にあった同和鉱業片上鉄道線の駅。同鉄道の廃線とともに廃駅となった。

## 概要
片上鉄道線の起点であった駅である。片上鉄道線はもともと、柵原駅近くにある硫化鉄鉱山、柵原鉱山から産出される鉱石を、瀬戸内海に面した片上港へ輸送するために敷設された。そのため貨物駅の色合いが濃く、広い構内の駅には車庫や貨物ヤードが多く存在したものの、旅客ホームはその端に1本あるだけであった。

## 歴史
- 1923年（大正12年）1月1日：開業。
  - 当時の所在地表示は岡山県和気郡片上町西片上であった。
- 1951年（昭和26年）4月1日：備前町（第1次）成立に伴い、所在地表示が岡山県和気郡備前町西片上になる。
- 1955年（昭和30年）3月31日：備前町（第2次）成立に伴い、所在地表示が岡山県和気郡備前町西片上になる。
- 1971年（昭和46年）4月1日：備前市（第1次）成立に伴い、所在地表示が岡山県備前市西片上になる。
- 1991年（平成3年）7月1日：鉄道路線廃止に伴い廃駅となる。

## 駅構造
片面1面1線のホームと車庫・貨物ヤードを有していた。

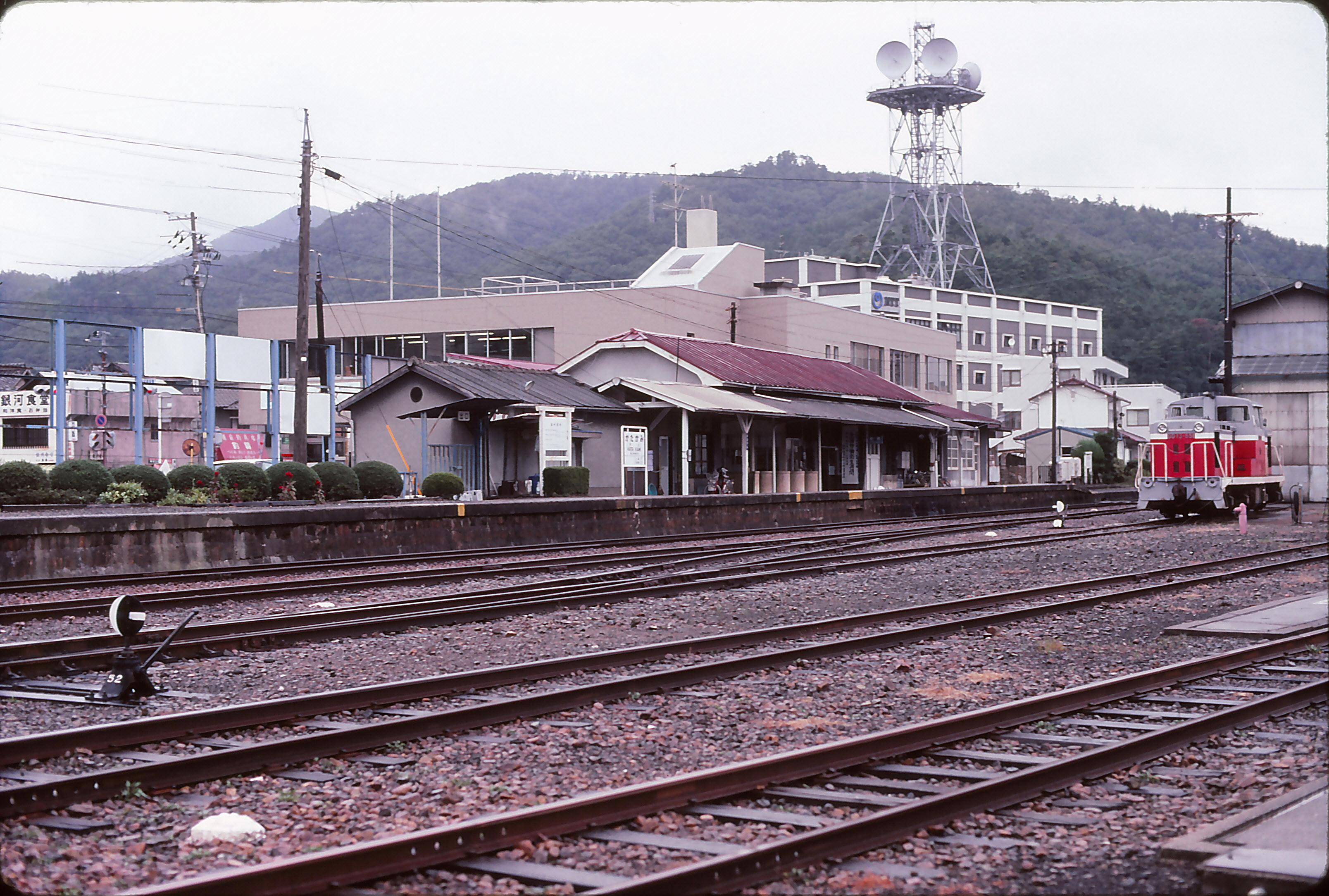
構内（1990年、現在のマックスバリュ備前店付近から撮影）
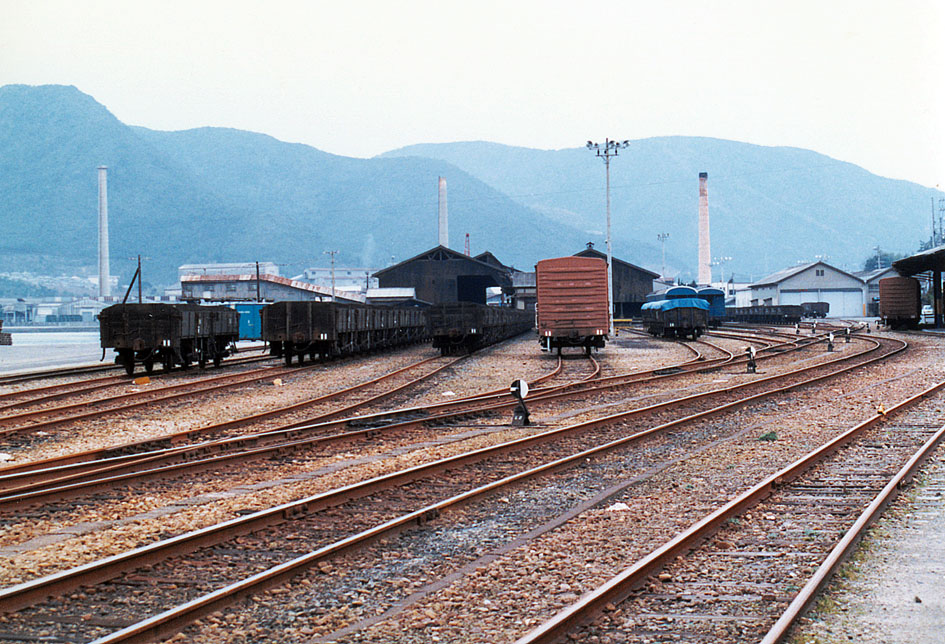
片上駅の貨物ヤード（1987年頃）
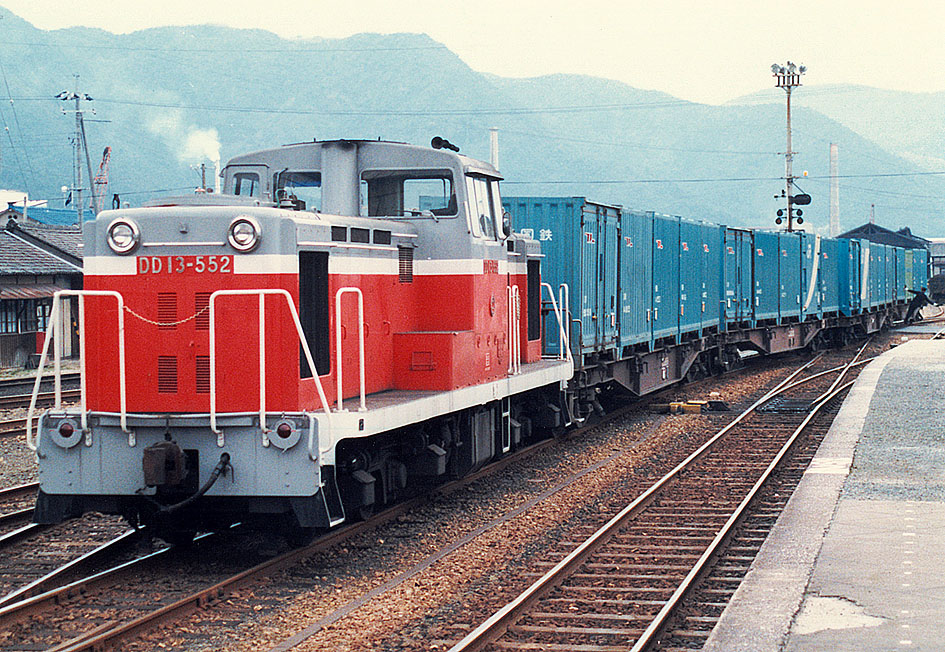
片上駅でコンテナ列車を入換するDD13-552（1987年頃）

## 利用状況
利用客数はJR山陽本線と接続する和気駅に次いでいたが、その半分程度であったという。1977 - 1979年の時点での1日平均乗降客数は、和気駅が1174人（国鉄和気駅の1日平均乗客数も含む）であるのに対し片上駅は324人であった。

## 駅周辺
- 備前郵便局
- 片上湾
- 流川

## 廃止後
駅舎や車庫をはじめ大半の施設は撤去され、跡地にはマックスバリュとエディオン備前店が建っており往時の雰囲気は薄れている。しかし駅前のロータリーのほか、貨物ヤード跡の西側にあった、鉱石の貯鉱上屋内のカーダンパーへ到る勾配線跡付近にある、起点を示す0キロポストが今でも残っている。また前述のエディオンの裏手には橋脚跡があり、そこから和気方面への線路跡も確認できる。
現在では備前市営バスのバス停となっており、バス停名は「片鉄片上駅」となっている。
同所にある宇野バスのバス停名は「片上」となっており、岡山駅からの路線で同所が終点だが、以前は国道250号の兵庫県境手前の寒河まで直通運行されていた。

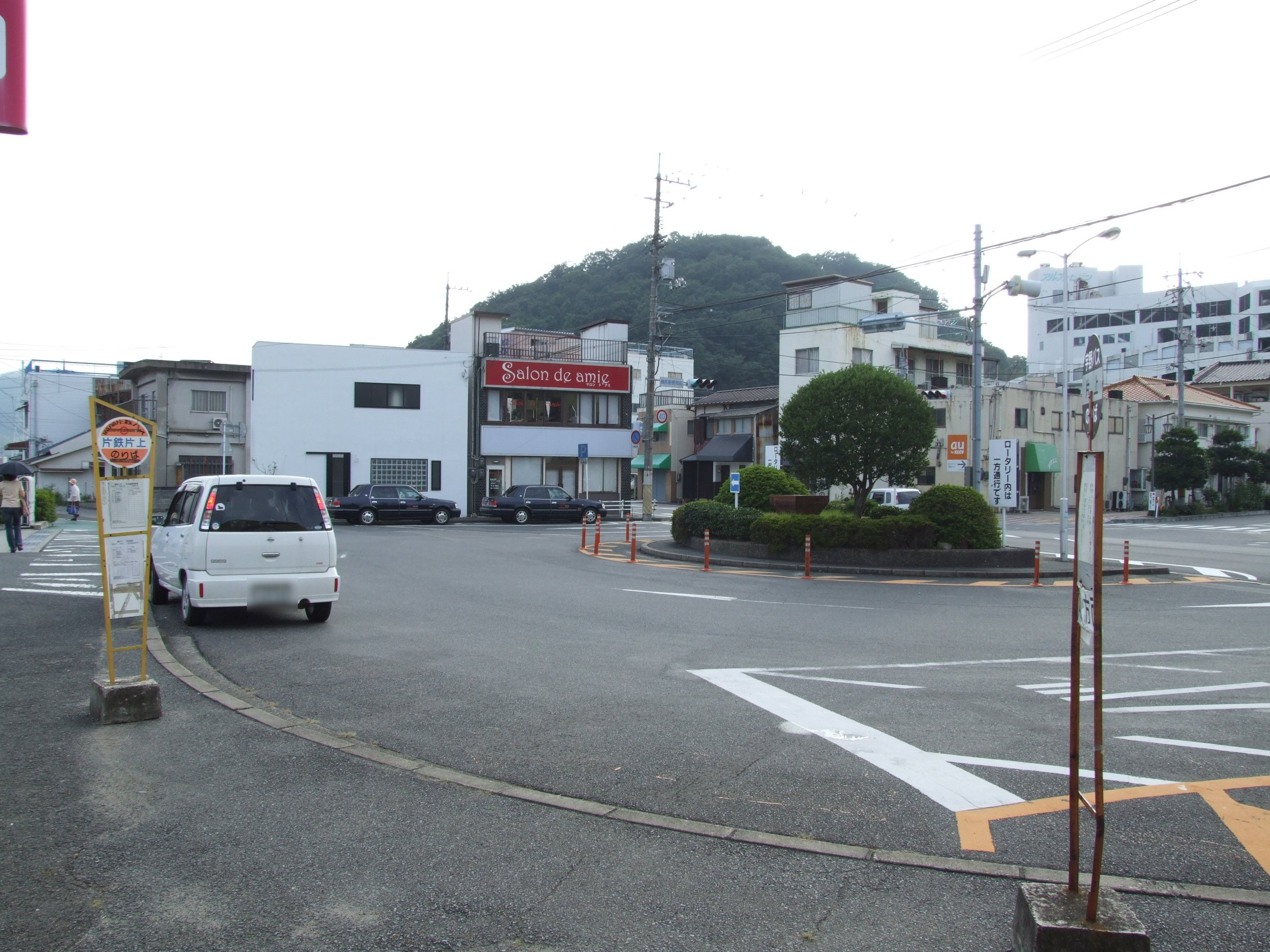
現在の駅前ロータリーの様子（2009年8月、左側が駅跡地）
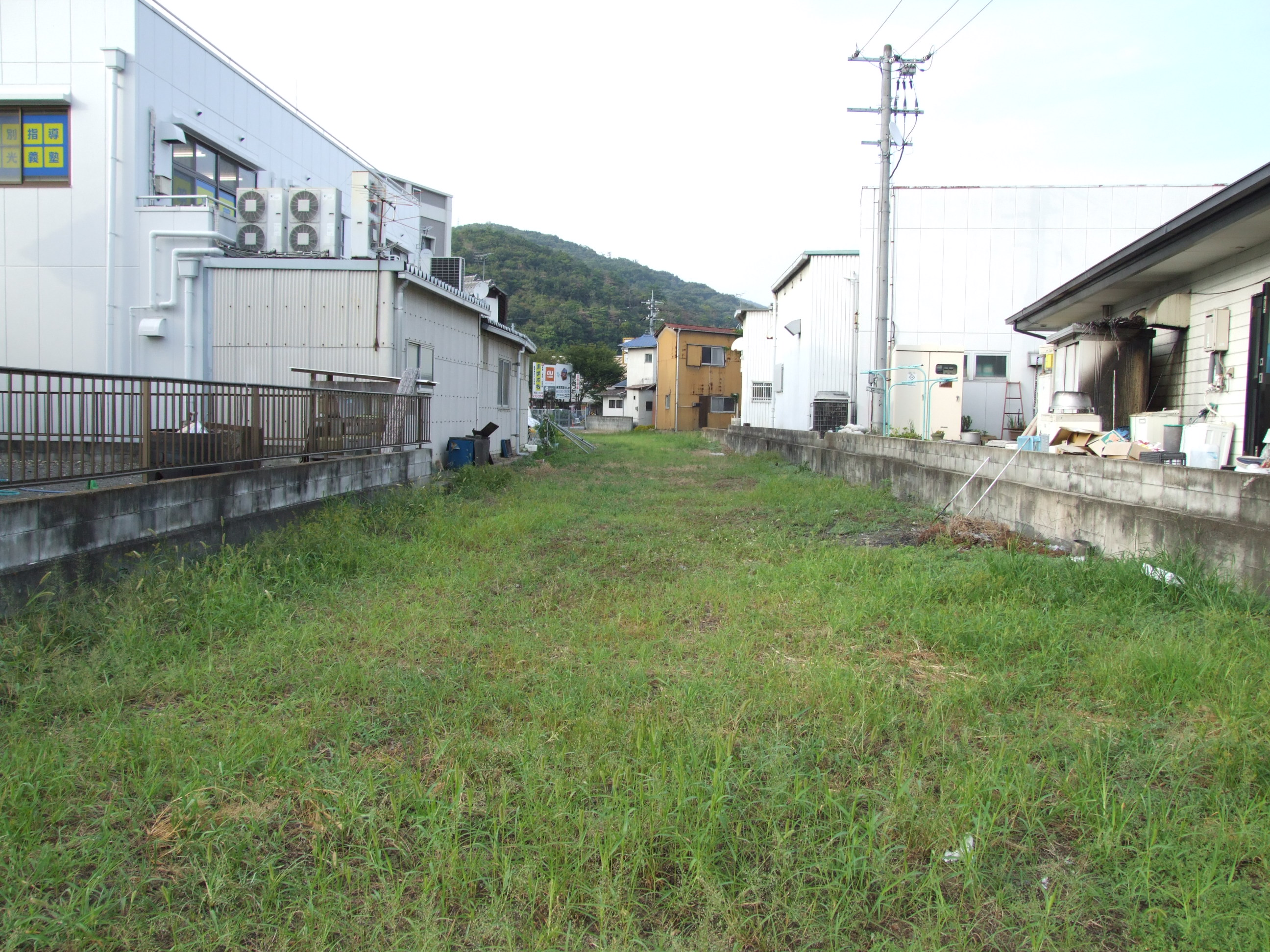
エディオン備前店裏手より伸びる和気方面への廃線跡（2009年8月）

## 交通アクセス
JR赤穂線西片上駅より徒歩約5分。駅入口前の階段を降りて線路をくぐったのち、流川に沿って南下すると跡地のロータリー周辺に辿り着く。

## 隣の駅
同和鉱業
片上鉄道線
片上駅 - 清水駅